# Jaroslav Peteřík
Jaroslav Peteřík (11. března 1923 Ostřetice – 20. února 1954 Věznice Pankrác) byl český sedlák a protikomunistický odbojář. V roce 1954 byl v politickém procesu komunistickým režimem popraven.

## Životopis
Narodil se v roce 1923 v Ostřeticích na Klatovsku. Jeho otec byl sedlák, měl nejméně jednoho bratra. V dětství nejprve absolvoval obecnou školu. Po absolvování ještě měšťanské školy poté nastoupil na Gymnázium Jaroslava Vrchlického v Klatovech. Maturitní zkoušku konal v roce 1942. V tomto období zároveň nuceně pracoval ve firmě Philips v Praze jako pomocný mechanik. Na konci druhé světové války začal pracovat na rodinném statku ve své rodné obci. Od roku 1947 byl ženatý s jeho ženou Emilií, měl s ní dvě děti. 
Po konci války se stal sympatizantem České strany národně sociální. Byl sympatizantem politika této strany Josefa Ševčíka, který působil právě na Klatovsku, a který později uprchl do exilu. Do protikomunistického odboje se zapojil po komunistickém převratu v únoru 1948, přičemž nadále působil na rodinném statku. V roce 1952 vstoupil do místního JZD, aby na sebe nepoutal pozornost a nezadělal si tak na zbytečný problém s režimem.

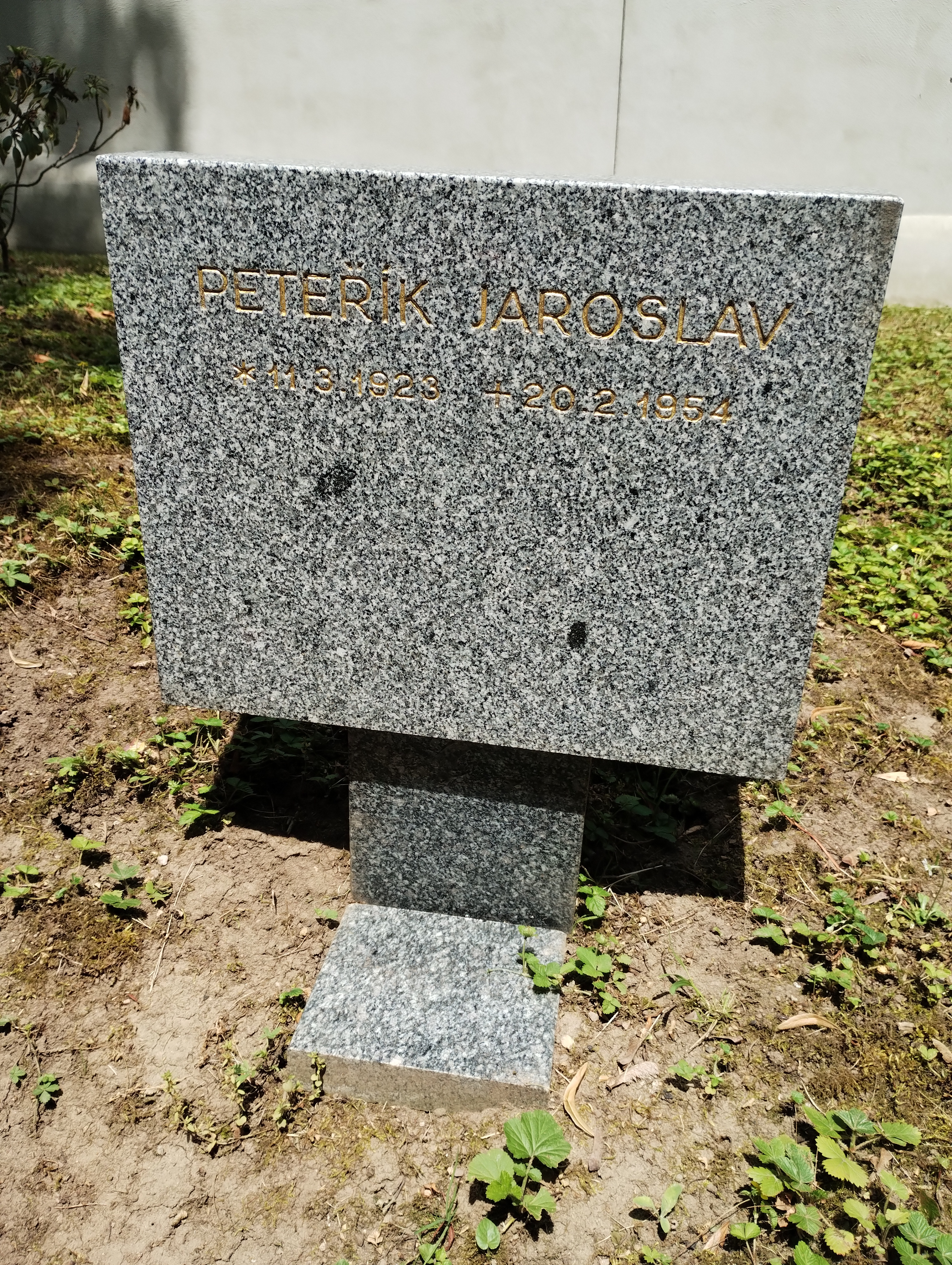
Symbolický náhrobek J. Peteříka na Čestném pohřebišti v Ďáblicích

V únoru 1951 byl Peteřík vyškolen instruktorem americké tajné služby CIC, přičemž od března 1951 předával přes vysílání zpravodajské informace agentům za železnou oponou. V červnu 1951 musel vysílání přerušit, obnovil jej opět na podzim téhož roku. V létě téhož roku zároveň navázal kontakt s Josefem Kozlíkem, který mu pomáhal předávat zpravodajské informace týkající se ekonomických i vojenských záležitostí. Josef Kozlík se nicméně v červenci 1952 pokusil z Československa uprchnout. K útěku ze země chtěl využít některý z Peteříkových kontaktů, což se mu nakonec nepodařilo a obrátil se tak na jeden ze svých vlastních kontaktů. Jednalo se ovšem o agenta Státní bezpečnosti, který poté pomohl odbojovou skupinu rozbít.
Peteřík byl zatčen v září 1953, podobně jako většina jeho spolupracovníků. Případ byl projednáván u Nejvyššího soudu v prosinci 1953. Peteřík byl, stejně jako Kozlík, odsouzen v politickém procesu za trestné činy velezrady a vyzvědačství k trestu smrti. V případu byly odsouzeny další dvě desítky osob, kterým byly uděleny tresty odnětí svobody v délce trvání řady let, například Peteříkův švagr Josef Tykal byl odsouzen k trestu odnětí svobody v délce trvání 14 let. Peteřík se proti verdiktu odvolal, Nejvyšší soud ale verdikt potvrdil a Peteřík tak byl 20. února 1954 v Pankrácké věznici popraven. Pohřben byl ve společném hrobě v pražských Ďáblicích.
V březnu 2014 byla na jeho rodný dům v Ostřeticích instalována pamětní deska.